# Demis Roussos
Artémios Venduris Russos (grec: Αρτέμιος Βεντούρης Ρούσσος), conegut pel seu nom artístic Demis Roussos (grec: Ντέμης Ρούσσος), (Alexandria, 15 de juny de 1946 – Atenes, 25 de gener de 2015) fou un cantant i baixista grec.

## Biografia i carrera
Demis nasqué a Alexandria, fill d'una família grega expatriada a Egipte al voltant de la dècada de 1920. Els seus pares, George i Olga, també van néixer a Egipte i van créixer a Alexandria. Tot i que el jove Artémios vivia a dintre d'una comunitat ortodoxa, pel fet de trobar-se a una ciutat i un país musulmans, alhora que s'impregnava de les tradicions musicals gregues, rebia influències àrabs notables. Atret pel cant, formà part de la Coral de l'Església ortodoxa grega d'Alexandria. Hi va cantar cinc anys com a solista mentre que estava estudiant la solfa i aprenia a tocar la guitarra i la trompeta. Després de perdre-ho tot a causa de les polítiques del govern de Gamal Abdel Nasser el 1961, van tornar a Grècia després de la Guerra del Sinaí. La seva mare, Olga, és més coneguda amb el nom artístic de Nelly Mazloum.

### Els primers èxits
Després de tornar a Grècia, es va integrar en diversos grups musicals començant per The Idols quan tenia 17 anys, després va passar a We five i a altres bandes relativament destacades i de cert èxit a Grècia.
Va aconseguir certa notorietat el 1968 quan es va unir a la banda de rock progressiu Aphrodite's Child ("El fill d'Afrodita") inicialment com a cantant i després com a baixista i cantant. La seva distintiva veu operística va donar impuls a la banda fins a col·locar-la amb èxit en l'àmbit internacional, notablement en el seu àlbum final 666, que es va convertir en un clàssic de culte per als melòmans.
Després de la dissolució d'Aphrodite's Child, Demis continua gravant esporàdicament amb el seu company de banda, el també destacat músic Vangelis. El 1970 tots dos van realitzar Sex Power (encara que l'àlbum l'hi van adjudicar discutidament Aphrodite's Child). També van gravar junts el 1977 l'àlbum Magic, el major èxit va ser Race to the End coneguda en castellà com Tu libertad, una adaptació vocal del tema musical del film guanyador de l'Oscar Carros de Foc. La veu de Roussos també apareix a la banda sonora de la pel·lícula Blade Runner (1982).

### Els èxits en solitari
Va iniciar una carrera com a cantant en solitari al dissoldre's la banda, començant amb la cançó We Shall Dance. Inicialment sense èxit, va emigrar a Europa i aviat es va convertir en un cantant notable. La seva carrera va arribar al cim en la dècada de  1970 amb una considerable quantitat d'àlbums. Destacant el seu senzill Forever and Ever (Sempre i per sempre), que es va col·locar en les llistes de popularitat d'una gran quantitat de països en 1973.
Altres èxits van ser My Friend the Wind (El meu amic el vent), My Reason (La meva raó), Velvet Mornings (Matins de Vellut), Goodbye, My love, Goodbye (Adéu amor meu, adéu), Some day (Algun Dia), Lovely Lady of Arcadia (Preciosa noia d'Arcàdia) i Morir al Costat del meu amor. Va ser esmentat com destacat en el programa Abigail's Party i va fer la seva primera aparició en una televisió de parla anglesa en el programa Basil Brush Show. També és destacada la seva interpretació de l'èxit del grup Air Supply titulat Lost in Love.
Es van fer recopilacions de les seves cançons en un gran nombre d'idiomes. A Espanya va aconseguir un èxit rotund amb les versions en castellà dels seus grans temes en solitari, durant els anys setanta, essent un dels cantants melòdics de l'època més coneguts i venuts a l'Estat espanyol. El seu hit número u el Roussos Phenomenon EP va ser el primer del seu tipus d'un artista d'origen africà en la història de les llistes de popularitat del Regne Unit. Va ser igualment exitós a Europa i Llatinoamèrica, als Estats Units va aconseguir el mateix amb l'àlbum Demis que va romandre com el seu únic èxit.

### Depressió i segrest aeri
El 1982 va ser coautor del llibre A Question of Weight ("Una qüestió de pes") juntament amb la seva amiga íntima Veronique Skawinska en el qual narra sincerament la seva lluita contra l'obesitat. Durant la dècada de  1980 va travessar un període improductiu causa de la seva batalla contra la depressió.
Va ser un dels passatgers del vol TWA 847, que va ser segrestat el 14 de juny de 1985. En el seu moment va ser molt conegut el fet que els segrestadors van celebrar el seu aniversari amb ell, en quedar impressionats per tenir com a ostatge una de les celebritats d'Orient i Europa.

### Retorn i última etapa
Sensible a la seva nova etapa de vida, Demis es va embarcar en el seu retorn amb l'àlbum Time, que li va atorgar nombrosos reconeixements i ser aclamat pel seu èxit molt popular a les discoteques Dance of Love.
Els anys 1990 van veure un nombre substancial de treballs de Demis. Va realitzar Insight (també anomenat Morning has Broken) sent aclamat, mentre que el seu intent de cançó sota la modalitat de rap, Spleen, com una idea lamentable. Abans d'això va fer equip amb BR Music als Països Baixos per produir Inmortel Serenade i In Holland, utilitzant una varietat d'estils des de l'ètnic a l'electrònic.
La seva gira del 2002 pel Regne Unit, on va fer 25 concerts, va resultar en un gran èxit. Els mesos de juny i juliol del 2006 va fer una gira per Australàsia recorrent-ne diverses ciutats. Com a fervent seguidor de l'Església Ortodoxa Grega, cantà com a convidat en diversos temples a Grècia i a tot el món.
Morí el 25 de gener de 2015 en un hospital d'Atenes (Grècia), als seixanta-vuit anys.

### Discografia completa
Amb Aphrodite's Child 
- End of the World (1968)
- It's Five O'Clock (1969)
- 666 (1972)

En solitari 
- On the Greek side of my mind (1971)
- Forever and ever (1973)
- My only Fascination (1974)
- Auf wiedersehen (1974)
- Souvenirs (1975)
- Happy to be ... (1976)
- Die Nacht und der Wein (1976)
- Kyril (1977)
- The Demis Roussos magic (1977)
- Ainsi soit-il (1977)
- Els super 2 LP (1977)
- Demis Roussos (1978)
- Universum (1979)
- Man of the world (1980)
- Roussos live! (1980)
- Demis (1982)
- Attitudes (1982)
- Reflection (1984)
- Senza tempo (1985)
- Greater love (1986)
- The story of ... (1987)
- Come all ye Faithful (1987)
- Le Greco (1988)
- Time (1988)
- Voice and vision (1989)
- Insight (1993)
- Demis Roussos in Holland (1995)
- Immortel (1995)
- Serenade (1996)
- Mon île (1997)
- Auf meinen Wegen (2000)
- Live in Brazil (2006)
- Demis (2009)

## Curiositats
- Demis Roussos va cantar la cançó All is Vanity el 1970 del LP The Bible Album. La lletra està basada en el capítol I del Llibre Eclesiastès de la Bíblia.
- A Argentina és molt recordat per haver fet playback al Teatro Ópera de Buenos Aires l'any 1980.[13]
- A Deltebre el públic el va llançar a un canal després d'una actuació al descobrir que feia playback.[14]
- A Mèxic, el 1974, va ser imitat pel comediant Eduardo Manzano al programa de televisió El Show de Los polivoces amb la cançó When I'm a Kid ("quan sóc un nen") cantant-la sense playbacks ni cap pista de so.